# 센텀엘카사
센텀엘카사는 부산광역시 해운대구 우동에 위치한 아파트 단지이다. 2016년에 착공하여 2018년에 완공하였다.

## 시설
다음은 센텀엘카사의 시설이다. 26층에는 2601동이 없고 2062동과 2603동만 있다.
| 층수                | 시설         |
| ------------------- | ------------ |
| 4층 ~ 26층          | 아파트       |
| 2층 ~ 3층           | 오피스텔     |
| 1층                 | 주민공동시설 |
| 지하 2층 ~ 지하 1층 | 지하주차장   |